# Palomar 11
Palomar 11 ist ein Kugelsternhaufen im Sternbild Adler. Der Sternhaufen wurde im Jahr 1955 von Albert George Wilson entdeckt.